# Abaja (Saaremaa)
Abaja is een plaats in de Estlandse gemeente Saaremaa, provincie Saaremaa. De plaats heeft de status van dorp (Estisch: küla).
Tot in oktober 2017 lag Abaja in de gemeente Kihelkonna. In die maand ging Kihelkonna op in de fusiegemeente Saaremaa.

## Bevolking
Het dorp had nog maar 1 inwoner op 31 december 2011 en 3 inwoners op 31 december 2021.

## Ligging
Abaja ligt aan de westkant van het eiland Saaremaa, ten noorden van de plaats Kihelkonna. De baai van de Oostzee waaraan Kihelkonna en de buurdorpen Rootsiküla en Abaja liggen, heet de Baai van Abaja. Op zijn beurt is deze baai een uitloper van de Baai van Kihelkonna.

## Geschiedenis
Het dorp werd voor het eerst genoemd in 1692 onder de naam Abbaja Reino Simo als boerderij op het landgoed van Rootsiküla. In 1900 werd het genoemd als dorp.
In de jaren 1977–1997 maakte Abaja deel uit van Kihelkonna. In 1997 werd het weer een zelfstandig dorp.